# Dombarapalli, Srinivaspur
Dombarapalli là một làng thuộc tehsil Srinivaspur, huyện Kolar, bang Karnataka, Ấn Độ.